# Csézy

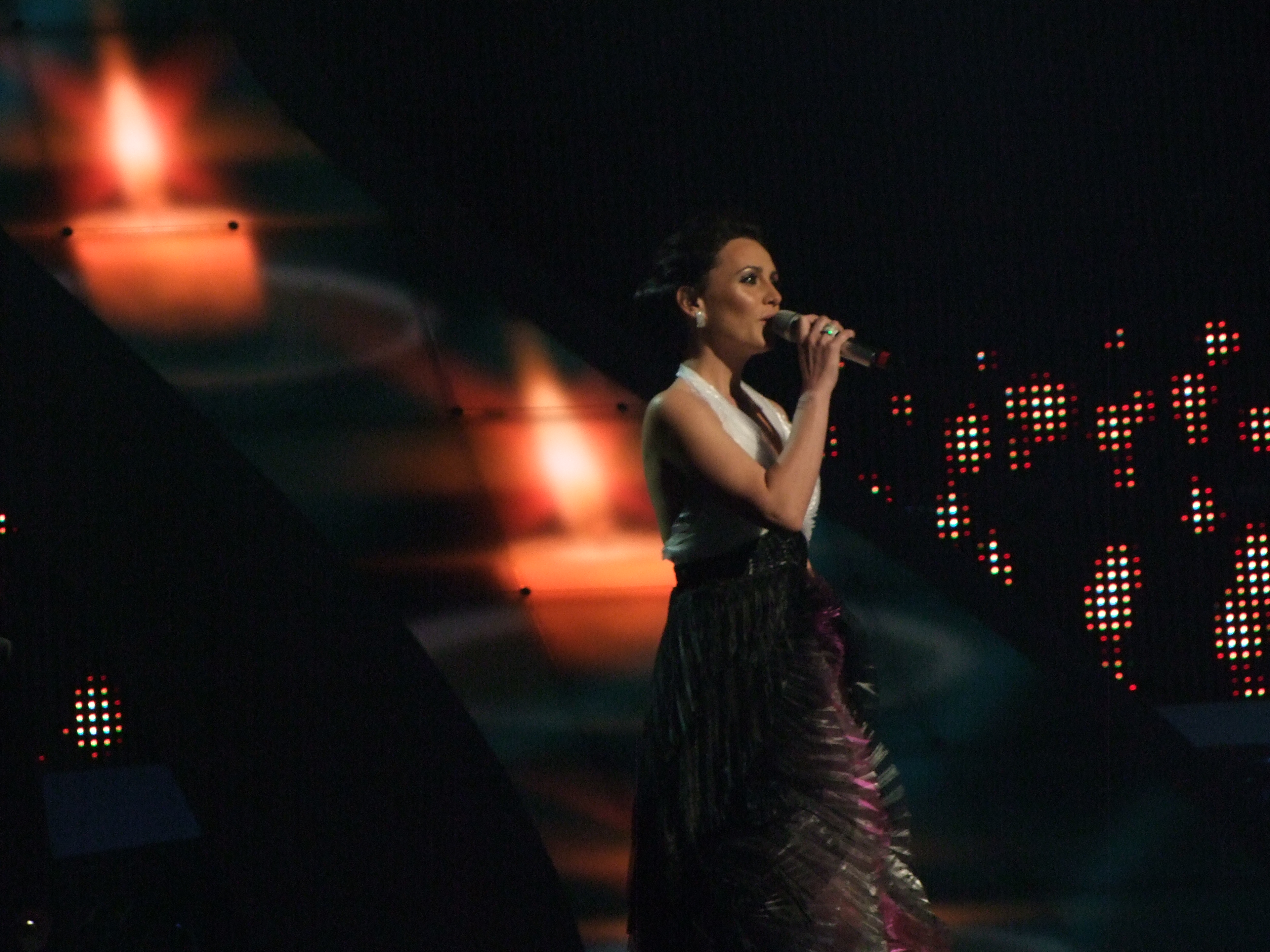
Csézy.

Erzsébet Csézi (Mezőkövesd, 9 oktober 1979), beter bekend onder haar artiestennaam Csézy, is een Hongaarse zangeres.
In 2008 won ze de Hongaarse voorselectie voor het Eurovisiesongfestival met het lied Szívverés. Hierdoor mocht ze met dit lied haar land op het liedjesfestijn in Belgrado vertegenwoordigen. Csézy trad op 22 mei aan in de tweede halve finale, met een Engelse vertaling van Szívverés. Het liep voor de Hongaren uit op een fiasco: ze kreeg slechts zes puntjes en eindigde daarmee als allerlaatste.
Szívverés is geschreven door Viktor Rakonczai, die in 1997 voor Hongarije op het songfestival uitkwam als lid van de groep VIP.
1994: Friderika Bayer · 
1995: Csaba Szigeti · 
1997: VIP · 
1998: Charlie · 
2005: NOX · 
2007: Magdi Rúzsa · 
2008: Csézy · 
2009: Zoli Ádok · 
2011: Kati Wolf · 
2012: Compact Disco · 
2013: ByeAlex · 
2014: András Kállay-Saunders · 
2015: Boggie · 
2016: Freddie · 
2017: Joci Pápai · 
2018: AWS · 
2019: Joci Pápai
- MusicBrainz: 60468462-5cb3-4b5b-a9da-f435937f0fef
- Virtual International Authority File: 151148996028959752580